# بيتي سيغل
بيتي سيغل (بالإنجليزية: Betty Siegel)‏ هي مديرة أكاديمية أمريكية، ولدت في 24 يناير 1931 في كمبرلاند في الولايات المتحدة.